# ناتالیا ماتریوک
ناتالیا ماتریوک (اوکراینی: Наталія Митрюк؛ زادهٔ ۲۶ نوامبر ۱۹۵۹) بازیکن هندبال اهل اوکراین است.